# Lou Bega

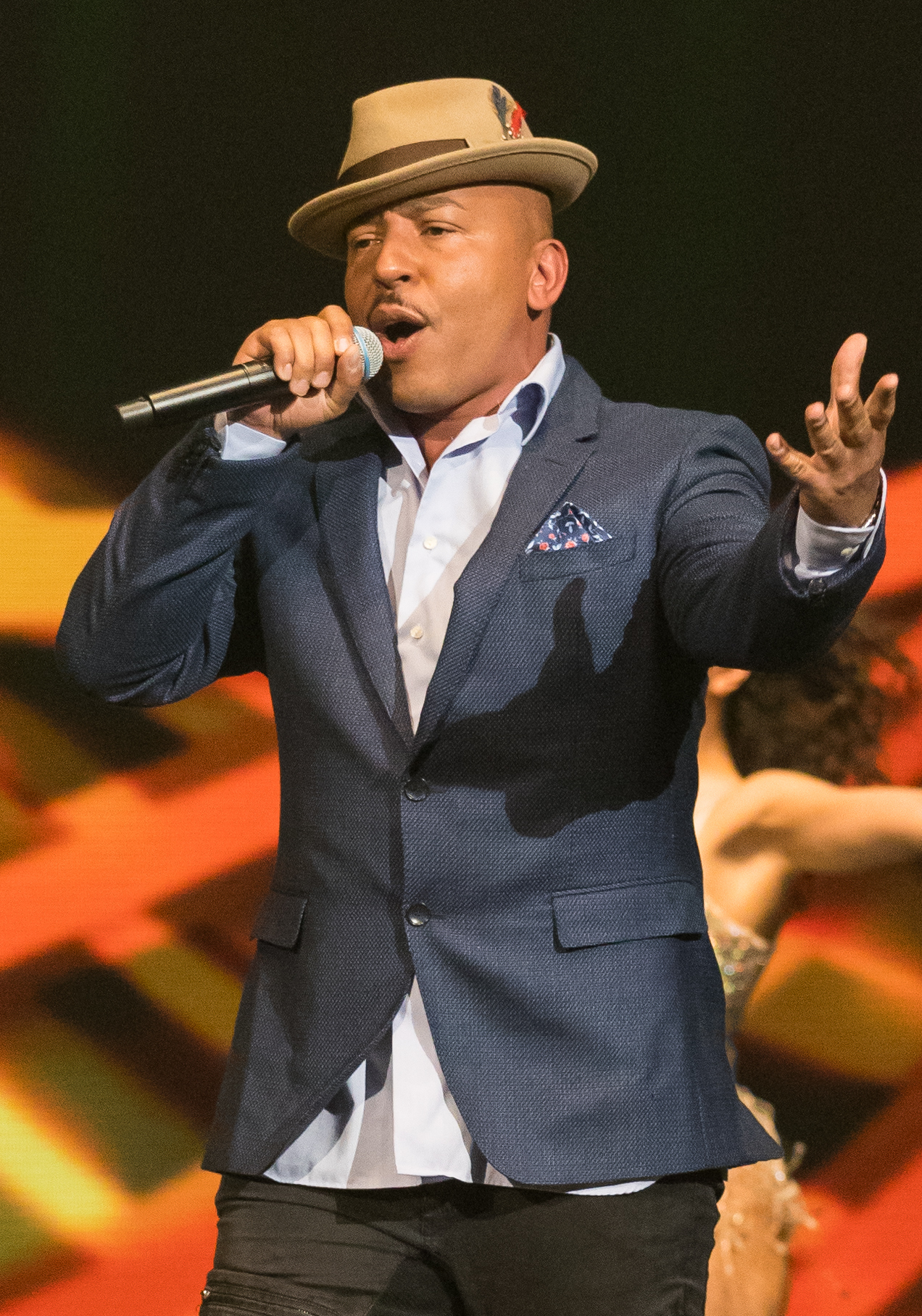
Lou Bega (2018)

Lou Bega (* 13. April 1975 in München als David Lubega Balemezi) ist ein deutscher Latin-Pop-Sänger. Er ist insbesondere für seinen Song Mambo No. 5 (A Little Bit of…) bekannt.

## Leben und Werdegang
Begas ugandischer Vater und seine italienische Mutter waren beide in den 1970er Jahren nach Deutschland gekommen. Als Jugendlicher verbrachte er einige Jahre in Miami. Als 16-Jähriger veröffentlichte er dort 1991 unter dem Pseudonym A.R.T. feat. Moe D. Cay die Single I Need You! auf Virgin Records. 1997 nahm er am Musikprojekt Balibu von Goar Biesenkamp als Rapper David Lubega teil. Die Single von Balibu Let’s Come Together mit Lou Bega und dem DJ Ole Wierk wurde im Herbst 1997 bei East West Records/Warner Music veröffentlicht.

### Durchbruch
Nach seiner Rückkehr nach München lernte er den Manager Goar Biesenkamp kennen. In gemeinsamer Arbeit mit dem Komponisten Christian Pletschacher alias „Zippy“ und den Produzenten Achim Kleist und Wolfgang von Webenau entstand der Song Mambo No. 5. Der Song ist ein Cover des gleichnamigen Stücks von Pérez Prado aus dem Jahr 1952, dem Bega Text und eine neue Refrainmelodie hinzufügte. Dabei stand bei der Produktion des Songs gar nicht fest, ob der Song überhaupt veröffentlicht werden sollte.
Mambo No. 5 wurde im Sommer 1999 zu einem Welthit. In Deutschland belegte er elf Wochen Platz eins der Singlecharts und erreichte zweifachen Platinstatus. Es folgten Platzierungen an der Spitze der Charts in über 20 Ländern, so z. B. in Frankreich, den Niederlanden, in Großbritannien, Australien, Kanada, Neuseeland, Finnland, Norwegen und Schweden. In den US-amerikanischen Billboard-Charts stieg die Single bis auf Platz drei. Insgesamt verkaufte sich die Single weltweit über acht Millionen Mal. Auch das zugehörige Album A Little Bit of Mambo erreichte in zahlreichen Ländern Platz eins und in den USA Platz drei und Dreifachplatin.

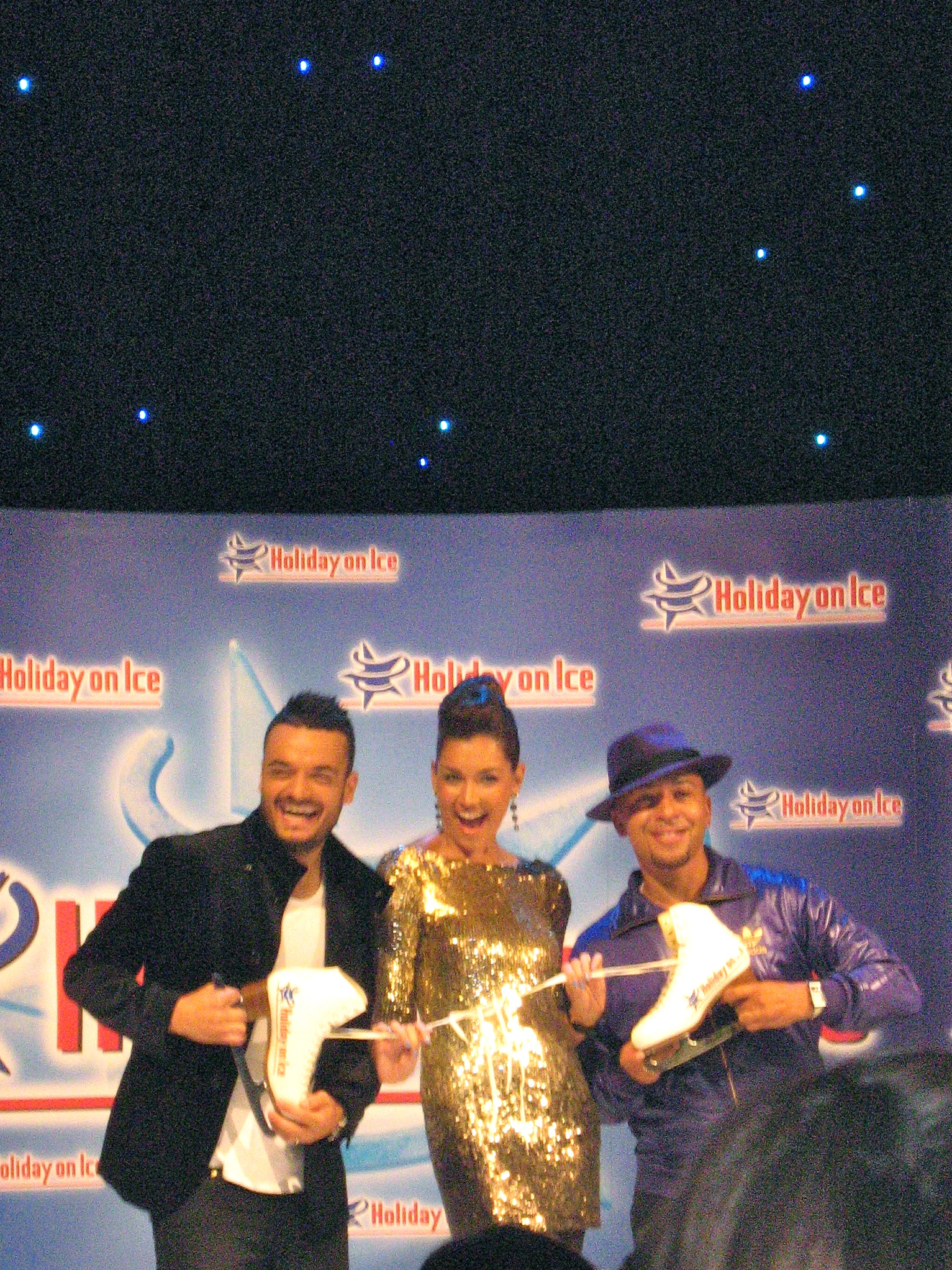
Giovanni Zarrella, Jana Ina und Lou Bega bei einer Pressekonferenz zur Show Festival von Holiday on Ice

Seine zweite Single I Got a Girl erreichte in fünf Ländern die Top-20 der Charts.
Die dritte Single Tricky Tricky belegte Platz 18 der kanadischen und Platz 75 der US-amerikanischen Billboard-Charts. Es folgte Platz elf der französischen Charts mit dem Titel Mambo Mambo.
Im Jahr 2000 erhielt Bega den deutschen Musikpreis ECHO in zwei Kategorien und war fünfmal nominiert. Nominiert wurde er ebenfalls für den Grammy und in Cannes wurde er mit dem World Music Award ausgezeichnet. Preise wie „Blockbuster Entertainment Award“ in Los Angeles, „Festival Bar“ in Verona/Italien, der „Amadeus Award“ in Wien sowie ein dritter Platz beim „Bunte – New Faces Award“ in Berlin folgten.
Durch den großen Erfolg des ersten Albums und besonders seiner Hitsingle wird Lou Bega oft als One-Hit-Wonder bezeichnet oder wahrgenommen, was den Musiker verärgert: „Natürlich ist jeder andere Song neben Mambo No. 5 ein Misserfolg.“
Lou Bega zweites Studioalbum, Ladies and Gentlemen, erschien 2001 auf dem Markt, begleitet von der Veröffentlichung mehrerer Singles, wie Just a Gigolo oder Gentleman. Generell ist das kommerzielle Ergebnis des Albums enttäuschend. Im Jahr 2002 veröffentlichte der Künstler eine Kompilation mit dem Titel King of Mambo und zwei Jahre später eine weitere Kompilation, The Best of Lou Bega, mit der er wieder an Bekanntheit gewann. Sein drittes Studioalbum Lounatic, das den Song Bachata als Hommage an den in der Dominikanischen Republik entstandenen Musikstil enthält, erschien 2006.

### Weitere Karriere
Für das Computerspiel Das Dschungelbuch der Walt Disney Company nahm Lou Bega den Titelsong und ein Musikvideo auf, außerdem sang er den Titelsong von  Mein Freund Marsupilami  (2003–2004) auf Englisch, Deutsch und Französisch. 
Auf dem Album Ladies and Gentlemen befindet sich unter anderem das Duett Baby Keep Smiling, das Lou Bega mit dem mittlerweile verstorbenen kubanischen Künstler Compay Segundo von Buena Vista Social Club aufgenommen hat.
Im Mai 2010 erschien das Album Free Again, aus dem die Singles Boyfriend und Sweet Like Cola ausgekoppelt wurden. Sie konnten in den deutschen Charts Platz 71 bzw. 37 belegen.
2013 folgte das Album A Little Bit of 80’s, auf dem er Pophits coverte, etwa von Culture Club, Sade Adu und KC and the Sunshine Band.
Bega arbeitet seit 2002 auch für das deutsche Dance-Projekt Groove Coverage als Komponist. Bislang beteiligte er sich an dreizehn Songs der Band. Seine erfolgreichste Komposition für Groove Coverage war der Song God Is a Girl aus dem Jahr 2002. Bis heute hat die Band weit über 13 Millionen Tonträger weltweit verkauft.

### Liveshows und Auftritte
Zu seinen zahlreichen Konzerten zählen eine USA-Tour mit Cher, bei der Bega als „Special Guest“ auftrat, Auftritte in Südamerika und auf dem indischen Subkontinent. Bega trat auch wiederholt für internationale Unternehmen, Fürsten und bei Firmenevents auf. Vom marokkanischen König wurde er für eine Geburtstagsfeier gebucht.
Lou Bega war zu Gast in vielen US-amerikanischen Fernsehshows und Specials, unter anderem The Tonight Show, Ally McBeal, Motown Live, Jenny Jones und The Queen Latifah Show. Bei Wetten, dass..? war Lou Bega der einzige Künstler, der mit Mambo No. 5 einen Song gleich zweimal sang.
2024 nahm er als Schneemann an der 11. Staffel von "The Masked Singer" teil. Dabei belegte er den siebten Platz.

### Sonstiges
2010 kam es über die Frage nach den Nutzungsrechten an Mambo No. 5 zu einem Rechtsstreit zwischen Bega und der Erbin von Perez Prado: Bega und sein Koautor Pletschacher forderten erfolglos die Feststellung, dass sie gemeinsam die alleinigen Urheber des Hits seien.
Bega hat im Jahr 2013 in Las Vegas geheiratet. Er ist Vater einer Tochter und wohnt mit seiner Familie in einem Haus in Berlin-Zehlendorf. Er hat sich als Christ taufen lassen. Er erzählt in einem Interview, dass sich seitdem seine innere Leere gefüllt habe.

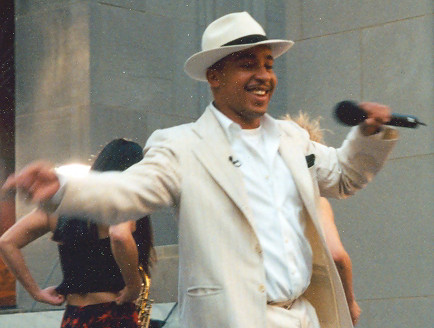
Lou Bega (1999)

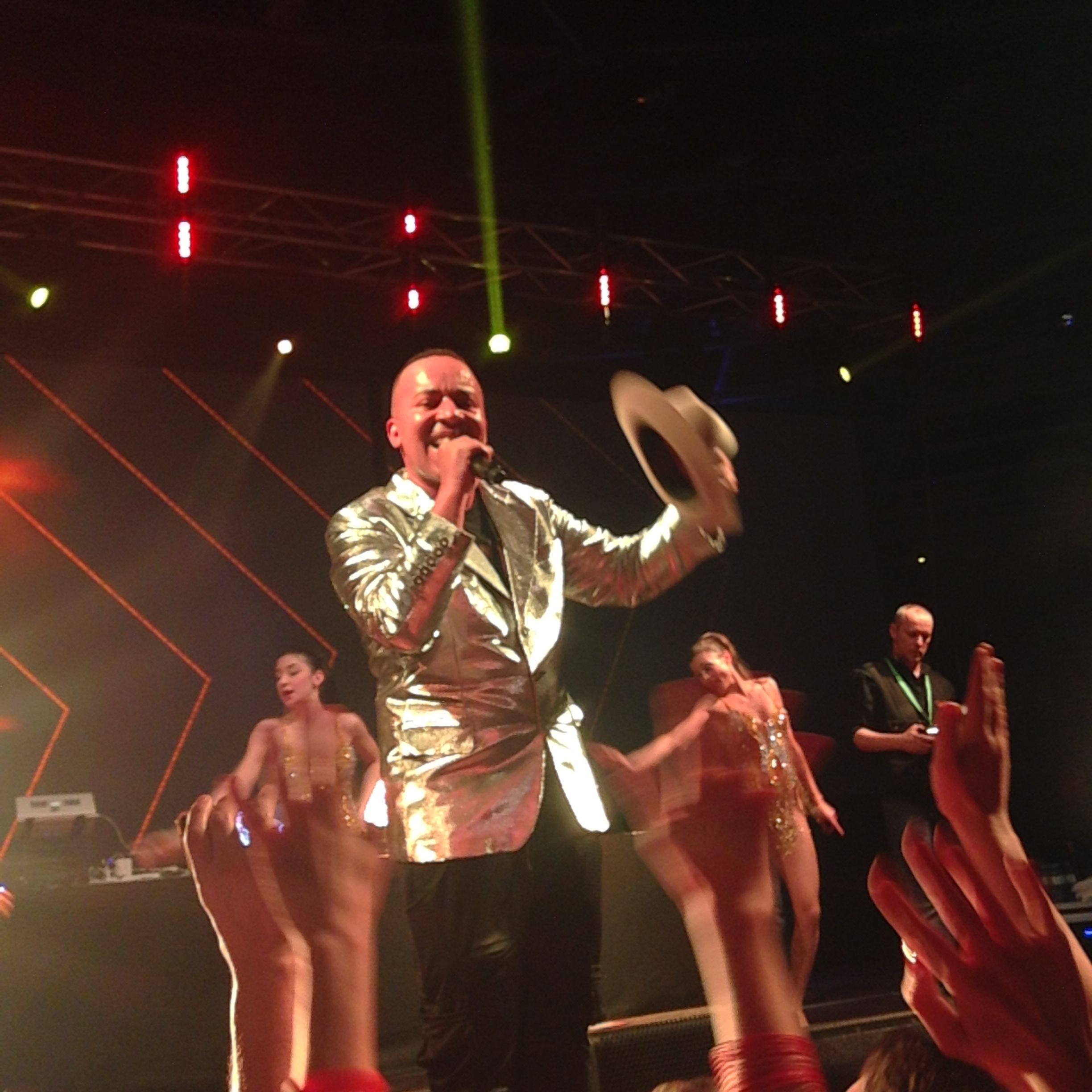
Lou Bega (2014)

Im Dezember 2021 trat Bega bei einem von Polens Verteidigungsministerium und dem regierungstreuen Fernsehsender TVP ausgerichteten Konzert auf, das veranstaltet wurde, „um die Truppen bei der Verteidigung der Ostgrenze zu unterstützen“. Hintergrund war die zu diesem Zeitpunkt herrschende dramatische Lage an der polnisch-belarussischen EU-Außengrenze, bei der tausende Migranten Belarus in Richtung Europa verlassen wollten, aber durch polnisches Militär daran gehindert wurden. Das Konzert wurde scharf kritisiert. Der ehemalige polnische Ministerpräsident Marek Belka schrieb „Wir verteidigen die Grenze im Mambo-Rhythmus, aber welches Lied ist Avid gewidmet?“ Mit Avid ist eine Mutter von fünf Kindern gemeint, die an der Grenze starb. Die Politikerin Klaudia Jachira bezeichnete das Konzert als „Dance macabre“.

## Diskografie

### Studioalben
| Jahr | Titel                 | Höchstplatzierung, Gesamtwochen, AuszeichnungChartplatzierungen (Jahr, Titel, Platzierungen, Wochen, Auszeichnungen, Anmerkungen) | Höchstplatzierung, Gesamtwochen, AuszeichnungChartplatzierungen (Jahr, Titel, Platzierungen, Wochen, Auszeichnungen, Anmerkungen) | Höchstplatzierung, Gesamtwochen, AuszeichnungChartplatzierungen (Jahr, Titel, Platzierungen, Wochen, Auszeichnungen, Anmerkungen) | Höchstplatzierung, Gesamtwochen, AuszeichnungChartplatzierungen (Jahr, Titel, Platzierungen, Wochen, Auszeichnungen, Anmerkungen) | Höchstplatzierung, Gesamtwochen, AuszeichnungChartplatzierungen (Jahr, Titel, Platzierungen, Wochen, Auszeichnungen, Anmerkungen) | Anmerkungen                           |
| Jahr | Titel                 | DE | AT | CH | UK | US | Anmerkungen                           |
| ---- | --------------------- | --- | --- | --- | --- | --- | ------------------------------------- |
| 1999 | A Little Bit of Mambo | DE3 Gold · (18 Wo.)DE | AT1 Gold · (16 Wo.)AT | CH1 Platin · (32 Wo.)CH | UK50 (2 Wo.)UK | US3 ×3Dreifachplatin · (46 Wo.)US                                                                                                 | Erstveröffentlichung: 19. Juli 1999   |
| 2001 | Ladies and Gentlemen  | DE54 (2 Wo.)DE | AT31 (3 Wo.)AT | CH23 (9 Wo.)CH | — | — | Erstveröffentlichung: 28. Mai 2001    |
| 2006 | Lounatic              | — | — | — | — | — | Erstveröffentlichung: 11. August 2008 |
| 2010 | Free Again            | — | — | CH78 (1 Wo.)CH | — | — | Erstveröffentlichung: 21. Mai 2010    |
| 2013 | A Little Bit of 80s   | — | — | — | — | — | Erstveröffentlichung: 28. Juni 2013   |
| 2021 | 90s Cruiser           | DE91 (1 Wo.)DE | — | — | — | — | Erstveröffentlichung: 27. August 2021 |

### Kompilationen
- 2002: King of Mambo
- 2004: Mambo Mambo – The Best of Lou Bega
- 2013: Beautiful World (A Little Collection of Lou Bega’s Best)
- 2016: Best of Lou Bega – Seine größten Hits

### Singles
| Jahr | Titel Album                                             | Höchstplatzierung, Gesamtwochen, AuszeichnungChartplatzierungen (Jahr, Titel, Album, Platzierungen, Wochen, Auszeichnungen, Anmerkungen) | Höchstplatzierung, Gesamtwochen, AuszeichnungChartplatzierungen (Jahr, Titel, Album, Platzierungen, Wochen, Auszeichnungen, Anmerkungen) | Höchstplatzierung, Gesamtwochen, AuszeichnungChartplatzierungen (Jahr, Titel, Album, Platzierungen, Wochen, Auszeichnungen, Anmerkungen) | Höchstplatzierung, Gesamtwochen, AuszeichnungChartplatzierungen (Jahr, Titel, Album, Platzierungen, Wochen, Auszeichnungen, Anmerkungen) | Höchstplatzierung, Gesamtwochen, AuszeichnungChartplatzierungen (Jahr, Titel, Album, Platzierungen, Wochen, Auszeichnungen, Anmerkungen) | Anmerkungen                           |
| Jahr | Titel Album                                             | DE | AT | CH | UK | US | Anmerkungen                           |
| ---- | ------------------------------------------------------- | --- | --- | --- | --- | --- | ------------------------------------- |
| 1999 | Mambo No. 5 (A Little Bit of…) A Little Bit of Mambo    | DE1 ×7Siebenfachgold · (28 Wo.)DE | AT1 ×2Doppelplatin · (23 Wo.)AT | CH1 ×2Doppelplatin · (50 Wo.)CH | UK1 ×3Dreifachplatin · (21 Wo.)UK | US3 (22 Wo.)US | Erstveröffentlichung: 19. April 1999  |
| 1999 | I Got a Girl A Little Bit of Mambo                      | DE19 (12 Wo.)DE | AT19 (8 Wo.)AT | CH20 (23 Wo.)CH | UK55 (2 Wo.)UK | — | Erstveröffentlichung: 30. August 1999 |
| 2000 | Tricky, Tricky A Little Bit of Mambo                    | — | — | — | — | US74 (3 Wo.)US | Erstveröffentlichung: 2000            |
| 2001 | Gentlemen Ladies and Gentlemen                          | DE35 (9 Wo.)DE | AT16 (12 Wo.)AT | CH62 (12 Wo.)CH | — | — | Erstveröffentlichung: 30. April 2001  |
| 2001 | Just a Gigolo / I Ain`t Got Nobody Ladies and Gentlemen | DE94 (1 Wo.)DE | — | — | — | — | Erstveröffentlichung: 2001            |
| 2006 | Bachata Lounatic                                        | DE100 (1 Wo.)DE | — | — | — | — | Erstveröffentlichung: 29. Mai 2006    |
| 2010 | Boyfriend Free Again                                    | DE71 (1 Wo.)DE | — | — | — | — | Erstveröffentlichung: 7. Mai 2010     |
| 2010 | Sweet Like Cola Free Again                              | DE38 (5 Wo.)DE | — | — | — | — | Erstveröffentlichung: 2010            |

Weitere Singles
- 1991: I Need You (als A.R.T. featuring Moe D. Cay)
- 1999:  A Little Bit of Mambo
- 2000: Mambo, Mambo
- 2000: Sei dabei (als 1-2-Fly feat. D. Lubega)[19]
- 2006: You Wanna Be Americano
- 2007: Conchita (feat. Klazz Bros. & Cuba Percussion)
- 2011: This Is Ska
- 2013: Give It Up
- 2014: Vamos a la playa
- 2016: Hands up for Love
- 2019: Scatman & Hatman (mit Scatman John)
- 2021: Buena Macarena
- 2021: Bongo Bong

## Auszeichnungen für Musikverkäufe
| Silberne Schallplatte - Frankreich - 2000: für die Single Mambo Mambo Goldene Schallplatte - Belgien - 1999: für das Album A Little Bit of Mambo - Brasilien - 1999: für das Album A Little Bit of Mambo - Finnland - 1999: für das Album A Little Bit of Mambo - Griechenland - 1999: für das Album A Little Bit of Mambo - Italien - 2021: für die Single Mambo No. 5 - Malaysia - 1999: für das Album A Little Bit of Mambo - Mexiko - 1999: für die Single Mambo No. 5 - Niederlande - 1999: für das Album A Little Bit of Mambo - Norwegen - 1999: für das Album A Little Bit of Mambo - Schweden - 1999: für das Album A Little Bit of Mambo - 1999: für die Single I Got a Girl - Singapur - 1999: für das Album A Little Bit of Mambo - Südafrika - 1999: für das Album A Little Bit of Mambo - Taiwan - 1999: für das Album A Little Bit of Mambo - Thailand - 1999: für das Album A Little Bit of Mambo - Tschechien - 1999: für das Album A Little Bit of Mambo - Ungarn - 1999: für das Album A Little Bit of Mambo - Venezuela - 1999: für das Album A Little Bit of Mambo - Vereinigtes Königreich - 2001: für die Autorenbeteiligung Mambo No. 5 (Bob der Baumeister) | Platin-Schallplatte - Australien - 2000: für das Album A Little Bit of Mambo - 2001: für die Autorenbeteiligung Mambo No. 5 (Bob der Baumeister) - Dänemark - 2022: für die Single Mambo No. 5 - Europa - 1999: für das Album A Little Bit of Mambo - Frankreich - 1999: für das Album A Little Bit of Mambo - GCC - 1999: für das Album A Little Bit of Mambo - Indien - 1999: für das Album A Little Bit of Mambo - Indonesien - 1999: für das Album A Little Bit of Mambo - Italien - 1999: für das Album A Little Bit of Mambo - Neuseeland - 2002: für das Album A Little Bit of Mambo - Niederlande - 1999: für die Single Mambo No. 5 - Portugal - 1999: für das Album A Little Bit of Mambo - Spanien - 2000: für das Album A Little Bit of Mambo - 2024: für die Single Mambo No. 5 3× Goldene Schallplatte - Mexiko - 2000: für das Album A Little Bit of Mambo 2× Platin-Schallplatte - Chile - 1999: für das Album A Little Bit of Mambo - Philippinen - 1999: für das Album A Little Bit of Mambo 3× Platin-Schallplatte - Belgien - 1999: für die Single Mambo No. 5 - Neuseeland - 1999: für die Single Mambo No. 5 - Schweden - 1999: für die Single Mambo No. 5 | 4× Platin-Schallplatte - Australien - 1999: für die Single Mambo No. 5 5× Platin-Schallplatte - Kanada - 2001: für das Album A Little Bit of Mambo Diamantene Schallplatte - Frankreich - 1999: für die Single Mambo No. 5 |

Anmerkung: Auszeichnungen in Ländern aus den Charttabellen bzw. Chartboxen sind in ebendiesen zu finden.
| Land/RegionAuszeichnungen für Musikverkäufe (Land/Region, Auszeichnungen, Verkäufe, Quellen) | Silber  | Gold       | Platin       | Diamant  | Verkäufe    | Quellen                                                                      |
| -------------------------------------------------------------------------------------------- | ------- | ---------- | ------------ | -------- | ----------- | ---------------------------------------------------------------------------- |
| Australien (ARIA)                                                                            | —       | —          | 6× Platin6   | —        | 420.000     | aria.com.au                                                                  |
| Belgien (BRMA)                                                                               | —       | Gold1      | 3× Platin3   | —        | 175.000     | ultratop.be                                                                  |
| Brasilien (PMB)                                                                              | —       | Gold1      | —            | —        | 100.000     | Einzelnachweise                                                              |
| Chile (IFPI)                                                                                 | —       | —          | 2× Platin2   | —        | 50.000      | Einzelnachweise                                                              |
| Dänemark (IFPI)                                                                              | —       | —          | Platin1      | —        | 90.000      | ifpi.dk                                                                      |
| Deutschland (BVMI)                                                                           | —       | 2× Gold2   | 3× Platin3   | —        | 1.850.000   | musikindustrie.de                                                            |
| Europa (IFPI)                                                                                | —       | —          | Platin1      | —        | (1.000.000) | ifpi.org                                                                     |
| Finnland (IFPI)                                                                              | —       | Gold1      | —            | —        | 20.000      | Einzelnachweise                                                              |
| Frankreich (SNEP)                                                                            | Silber1 | —          | Platin1      | Diamant1 | 1.300.000   | infodisc.fr snepmusique.com                                                  |
| Golf-Kooperationsrat (IFPI)                                                                  | —       | —          | Platin1      | —        | 30.000      | Einzelnachweise                                                              |
| Griechenland (IFPI)                                                                          | —       | Gold1      | —            | —        | 15.000      | Einzelnachweise                                                              |
| Indien (IMI)                                                                                 | —       | —          | Platin1      | —        | 50.000      | Einzelnachweise                                                              |
| Indonesien (ASIRI)                                                                           | —       | —          | Platin1      | —        | 50.000      | Einzelnachweise                                                              |
| Italien (FIMI)                                                                               | —       | Gold1      | Platin1      | —        | 135.000     | fimi.it                                                                      |
| Kanada (MC)                                                                                  | —       | —          | 5× Platin5   | —        | 500.000     | musiccanada.com                                                              |
| Malaysia (RIM)                                                                               | —       | Gold1      | —            | —        | 25.000      | Einzelnachweise                                                              |
| Mexiko (AMPROFON)                                                                            | —       | 2× Gold2   | Platin1      | —        | 425.000     | amprofon.com.mx                                                              |
| Neuseeland (RMNZ)                                                                            | —       | —          | 4× Platin4   | —        | 45.000      | aotearoamusiccharts.co.nz                                                    |
| Niederlande (NVPI)                                                                           | —       | Gold1      | Platin1      | —        | 150.000     | nvpi.nl                                                                      |
| Norwegen (IFPI)                                                                              | —       | Gold1      | —            | —        | 25.000      | Einzelnachweise                                                              |
| Österreich (IFPI)                                                                            | —       | Gold1      | 2× Platin2   | —        | 125.000     | ifpi.at                                                                      |
| Philippinen (PARI)                                                                           | —       | —          | 2× Platin2   | —        | 80.000      | Einzelnachweise                                                              |
| Portugal (AFP)                                                                               | —       | —          | Platin1      | —        | 40.000      | Einzelnachweise                                                              |
| Schweden (IFPI)                                                                              | —       | 2× Gold2   | 3× Platin3   | —        | 145.000     | sverigetopplistan.se ifpi.se (Memento vom 25. Juli 2011 im Internet Archive) |
| Schweiz (IFPI)                                                                               | —       | —          | 3× Platin3   | —        | 150.000     | hitparade.ch                                                                 |
| Singapur (RIAS)                                                                              | —       | Gold1      | —            | —        | 7.500       | Einzelnachweise                                                              |
| Spanien (Promusicae)                                                                         | —       | —          | 2× Platin2   | —        | 160.000     | elportaldemusica.es                                                          |
| Südafrika (RISA)                                                                             | —       | Gold1      | —            | —        | 25.000      | Einzelnachweise                                                              |
| Taiwan (RIT)                                                                                 | —       | Gold1      | —            | —        | 25.000      | Einzelnachweise                                                              |
| Thailand (TECA)                                                                              | —       | Gold1      | —            | —        | 25.000      | Einzelnachweise                                                              |
| Tschechien (IFPI)                                                                            | —       | Gold1      | —            | —        | 15.000      | Einzelnachweise                                                              |
| Ungarn (MAHASZ)                                                                              | —       | Gold1      | —            | —        | 25.000      | Einzelnachweise                                                              |
| Venezuela (APFV)                                                                             | —       | Gold1      | —            | —        | 10.000      | Einzelnachweise                                                              |
| Vereinigte Staaten (RIAA)                                                                    | —       | —          | 3× Platin3   | —        | 3.000.000   | riaa.com                                                                     |
| Vereinigtes Königreich (BPI)                                                                 | —       | Gold1      | 3× Platin3   | —        | 2.200.000   | bpi.co.uk                                                                    |
| Insgesamt                                                                                    | Silber1 | 23× Gold23 | 51× Platin51 | Diamant1 |             |                                                                              |

## Autobiografie
- mit Carmen Bohnacker: Mambo No. 1 – Mein Leben nach dem Erfolgsrausch. Ein Weltstar begegnet Jesus, SCM Hänssler, Holzgerlingen 2022, ISBN 978-3-7751-6167-1.

## Belege
1. ↑  Alli Patton: Where Are They Now?: “Mambo No. 5” Singer Lou Bega. In: americansongwriter.com. 21. April 2023, abgerufen am 15. Juni 2023 (amerikanisches Englisch).
2. ↑  Musikmarkt, Ausgabe 29/1999
3. ↑  Jan Kuhlmann: Podcast: Lou Bega | Millionenseller und Sommerhit - "Mambo No. 5" (Memento vom 4. März 2016 im Internet Archive)
4. ↑  LOU BEGA - MAMBO MAMBO (CHANSON). In: lescharts.com. Abgerufen am 9. Dezember 2024 (französisch).
5. ↑  Aus den Ohren, aus dem Sinn? (Memento vom 2. Mai 2014 im Internet Archive)
6. ↑  Seamus Duff: Top 10 one hit wonders: From Psy’s Gangnam Style to Lou Bega’s Mambo No.5. In: metro.co.uk. 28. April 2013, abgerufen am 10. Dezember 2024 (englisch).
7. ↑  Hosrt Stellmacher: Lou Bega: Mein Leben nach dem Sommer-Hit (Memento vom 23. November 2015 im Internet Archive)
8. ↑  BIOGRAFÍA DE LOU BEGA. In: todomusica.org. Abgerufen am 10. Dezember 2024 (spanisch).
9. 1 2  Chartquellen: DE AT CH UK US
10. 1 2  Ekkehard Müller-Jentsch: Juristentanz um Mambo No. 5. In: sueddeutsche.de. 11. Mai 2010, abgerufen am 10. Dezember 2024.
11. ↑  Melanie Staudinger: Der Mambo-König tanzt wieder. In: sueddeutsche.de. 25. Juni 2013, abgerufen am 10. Dezember 2024.
12. ↑  BGH: Mambo No. 5 (Memento vom 24. September 2015 im Internet Archive)
13. ↑  Popstar Lou Bega singt jetzt für Jesus. In: jesus.ch. Abgerufen am 13. Juni 2018.
14. ↑  Auf der Suche nach Glück begegnet Sänger Lou Bega Gott. Abgerufen am 3. September 2020.
15. ↑  eb: Popstar Lou Bega singt für polnische Grenzsoldaten. In: berliner-zeitung.de. 4. Dezember 2021, abgerufen am 10. Dezember 2024.
16. ↑  Steven Sowa: Aufregung um Konzert von Lou Bega auf polnischer Militärbasis. In: t-online.de. 3. Dezember 2021, abgerufen am 10. Dezember 2024.
17. ↑  Skrajne reakcje po koncercie TVP. "Nie za mundurem PiS". In: kultura.onet.pl. 6. Dezember 2021, abgerufen am 9. Dezember 2021 (polnisch).
18. ↑  Gwiazdy zarobiły krocie na kontrowersyjnym koncercie TVP? Edyta Górniak komentuje. In: kultura.onet.pl. 8. Dezember 2021, abgerufen am 9. Dezember 2021 (polnisch).
19. ↑  Sei Dabei Feat. D. Lubega – 1-2-Fly. In: discogs.com. Abgerufen am 10. Dezember 2024.
20. 1 2 3 4 5 6 7 8 9 10 11 12 13 14 15 16 17 18 19 20 21 22 23 24  20 Years Wall – Chart Rankings (Memento vom 5. Juli 2019 im Internet Archive)
21. ↑  Gold für Mambo No. 5 in Mexiko
22. ↑  Dean Scapolo: The Complete New Zealand Music Charts: 1966 – 2006. Hrsg.: Maurienne House. 2007, ISBN 978-1-877443-00-8 (englisch).

| Personendaten    | Personendaten                            |
| ---------------- | ---------------------------------------- |
| NAME             | Bega, Lou                                |
| ALTERNATIVNAMEN  | Lubega Balemezi, David (wirklicher Name) |
| KURZBESCHREIBUNG | deutscher Latin-Pop-Sänger               |
| GEBURTSDATUM     | 13. April 1975                           |
| GEBURTSORT       | München                                  |